# Qatar Electricity & Water Company
Qatar Electricity & Water Company (QEWC; arabisch شركة الكهرباء والماء القطرية, DMG Šarikat al-Kahribāʾ wa-l-Māʾ al-Qaṭariyya) ist der führende Produzent von Elektrizität und Wasser in Katar. Laut eigenen Angaben betrug der Anteil von QEWC an der gesamten Erzeugungskapazität in Katar im Jahre 2011 bei Elektrizität 60 % und bei Wasser 70 %. Mit Stand 2014 beträgt der jeweilige Anteil 62 bzw. 79 %.
Alleiniger Abnehmer des von QEWC produzierten Stroms und Wassers ist der staatliche Elektrizitäts- und Wasserversorger Qatar General Electricity & Water Corporation (KAHRAMAA).
QEWC ist an der Qatar Stock Exchange (QSE) gelisted und nach Marktkapitalisierung eines der größten Unternehmen an der QSE.

## Anteilseigner
Die größten Aktionäre sind der Staat Katar (43 %), Qatar Petroleum (10 %) und Qatar National Bank (5 %).

## Anlagen
Alle Anlagen (Kraftwerke und Meerwasserentsalzungsanlagen) werden mit Erdgas als Brennstoff betrieben. Die installierte Leistung aller Kraftwerke liegt bei 8.495 MW. Die Kapazität der Meerwasserentsalzungsanlagen liegt bei 2,437 Mio. m3 pro Tag (536 MIGD). Die folgende Tabelle gibt einen Überblick über die Anlagen, die ganz oder teilweise im Besitz von QEWC sind:
| Anlage             | Anteil % | installierte Leistung (MW) | Wasser (1.000 m3 pro Tag) |
| ------------------ | -------- | -------------------------- | ------------------------- |
| RAF A              | 100      | 626                        | 318                       |
| RAF A1             | 100      |                            | 45                        |
| RAF A2             | ?        |                            | 164                       |
| RAF A3             | 60       |                            | 164                       |
| RAF B              | 100      | 609                        | 150                       |
| RAF B1             | 100      | 376                        |                           |
| RAF B2             | 100      | 567                        | 132                       |
| Ras Laffan A       | 25       | 750                        | 182                       |
| Ras Laffan B       | 55       | 1.025                      | 273                       |
| Ras Laffan C       | 45       | 2.480                      | 296                       |
| Mesaieed           | 40       | 2.007                      |                           |
| Dukhan             | 100      |                            | 9                         |
| Satellite Stations | 100      | 183                        |                           |

## Geschichte
Die QEWC wurde 1990 gegründet. Im Rahmen der beginnenden Privatisierung in Katar wurden die Kraftwerke und Meerwasserentsalzungsanlagen 1999 vom Ministry of Electricity and Water auf QEWC übertragen. Im Juli 2000 wird die Qatar General Electricity & Water Corporation (KAHRAMAA) als staatliches Monopolunternehmen zur Strom- und Wasserversorgung gegründet. Am 30. Dezember 2002 wurde der Vertrag zwischen QEWC und KAHRAMAA unterzeichnet, der folgendes festlegt: Eigentum und Betrieb der Kraftwerke und Meerwasserentsalzungsanlagen liegen bei der QEWC, während die Übertragungs- und Verteilnetze für Strom und Wasser von KAHRAMAA betrieben werden.

## Finanzdaten
Die QEWC wurde 1990 mit einem Grundkapital von 1 Mrd. QR gegründet. Das Grundkapital wurde in 100 Mio. Aktien à 10 QR aufgeteilt. 2014 beträgt das Grundkapital 1,1 Mrd. QR, aufgeteilt in 110 Mio. Aktien. Die folgende Tabelle gibt einen Überblick über einige Finanzdaten von QEWC:
| GJ   | Umsatz (Mio. QR) | Gewinn (Mio. QR) | Gewinn je Aktie (QR) |
| ---- | ---------------- | ---------------- | -------------------- |
| 2009 | 2.651            | 945              | 9,45                 |
| 2010 | 3.430            | 1.198            | 11,98                |
| 2011 | 4.473            | 1.300            | 13,00                |

## Sonstiges
Strom und Wasser sind für katarische Staatsangehörige kostenlos. Für Industriekunden liegt der Strompreis bei 19 US$ je MWh, für alle übrigen bei 30 US$ je MWh. Der Pro-Kopf-Verbrauch bei Elektrizität ist in Katar einer der höchsten der Welt. Bis 2014 dürfte Katar diesbezüglich hinter Island und Norwegen an dritter Stelle in der Welt liegen. Schätzungen gehen davon aus, dass sich der Stromverbrauch in Katar von 21 Mrd. kWh im Jahre 2009 auf 47 Mrd. kWh im Jahre 2014 mehr als verdoppeln wird.